# Jean-Baptiste d'Après de Mannevillette
Jean-Baptiste-Nicolas-Denis d'Après de Mannevillette, né le 11 février 1707 au Havre-de-Grâce et mort le 1er mars 1780, est un hydrographe français. Il devient capitaine de vaisseau de la Compagnie des Indes et cartographie les côtes de l'Inde et de la Chine. Il publie, sous le titre de Neptune oriental (1745-1775), des cartes de ces parages qui jouirent d'une réputation internationale.

## Biographie
Jean-Baptiste d'Après de Mannevillette est le fils de Jean-Baptiste-Claude d'Après de Blangy, capitaine des vaisseaux de la Compagnie des Indes, qui l'emmène avec lui en Inde dès l'âge de douze ans, sur un navire dont il avait le commandement, le Solide. À son retour il est envoyé à Paris pour se perfectionner en géométrie et en astronomie.
En 1710, Jean-Baptiste-Claude d'Après de Blangy rachète les biens et la seigneurie de Mannevillette à Marie de Hanyvel, la fille et héritière d'un financier, receveur général du clergé de France, sous le règne de Louis XIV.
En 1726, à 19 ans, Jean-Baptiste d'Après de Mannevillette entreprend sa première campagne en tant qu'officier sur le Maréchal d'Estrées, un navire de la Compagnie des Indes. Au cours de ce voyage il fait la preuve de ses qualités en matière de navigation. Il se marie en 1734, mais n'aura jamais d'enfants.
Il est le premier navigateur français à utiliser l'octant, aussi appelé « quartier de réflexion » ou « quartier anglais », un instrument de navigation mis au point en 1731 par l'astronome britannique John Hadley, pour calculer la latitude mais aussi la longitude avec la méthode des distances lunaires ; ce qui lui permet d'améliorer la connaissance de la position de plusieurs points géographiques à partir desquels il va pouvoir recartographier les côtes. Il entreprend alors de corriger les cartes existantes, ainsi que d'en créer de nouvelles. Pour cela, il s'efforce de recueillir la documentation cartographique existante sur les côtes de l'Inde, de l'Afrique et de la Chine. Il travaille sur ce projet de 1735 à 1742. Le résultat est soumis à l'académie des sciences qui l'approuve. Il travaille encore trois ans à finaliser son œuvre. Entretemps, il sera nommé correspondant de l'Académie des sciences en 1743.

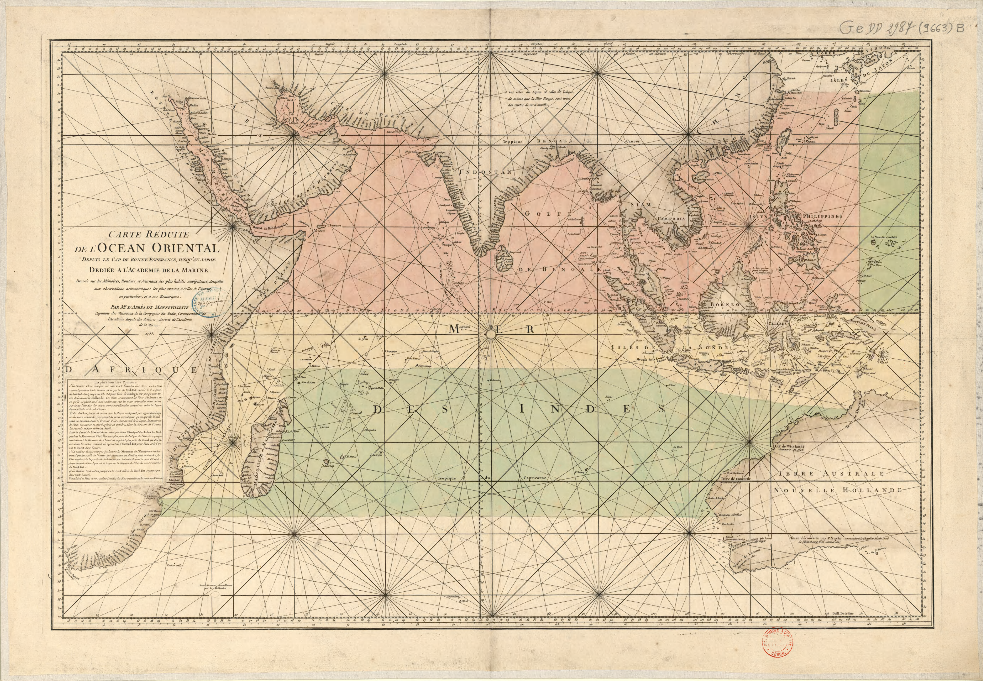
« Carte de l'Océan Oriental » (1753) par Jean-Baptiste d'Après de Mannevillette.

En 1745, il publie enfin ses cartes sous le titre de Neptune oriental. Ces cartes sont accompagnées de compléments : description des côtes, vents dominants, courants marins… Son ouvrage, qui sert de routier, est très bien accueilli par les navigateurs de tous les pays.
D'Après travaillera encore une trentaine d'années à le perfectionner, ce qui permettra la sortie d'une nouvelle édition considérablement augmentée, qui parait en 1775.
En 1767, Louis XV lui accorde la décoration de l'ordre de Saint-Michel. Il meurt le 1er mars 1780, à 73 ans.

## Titulature
« Chevalier de l'Ordre du Roi, Capitaine des Vaisseaux de la Compagnie des Indes, Correspondant de l'Académie Royale des Sciences, & Associé de l'Académie Royale de Marine »

## Ouvrages
- 1739 : Le Nouveau Quartier Anglois ou description et usage d'un nouvel instrument pour observer la latitude sur mer. À Paris rue Saint-Jacques chez Lambert et Durand libraires.
- 1745 : Le Neptune Oriental ou Routier Général des Cotes des Indes Orientales et de la Chine enrichi de cartes hydrographiques. À Paris chez Jean François Routel imprimeur.
- 1768 : Mémoire sur la navigation de France aux Indes, Imprimerie royale (Paris)
- 1775 : Instructions sur la navigation des Indes orientales et de la Chine, pour servir au Neptune oriental, Demonville (Paris)
- 1775 : Le Neptune Oriental dédié au Roi. À Paris chez Demonville Imprimeur-Libraire de l'Académie. À Brest chez Malassis Imprimeur-Libraire de la Marine